# (4350) Shibecha
(4350) Shibecha (1989 UG1) – planetoida z pasa głównego asteroid okrążająca Słońce w ciągu 4 lat i 95 dni w średniej odległości 2,63 j.a. Została odkryta 26 października 1989 roku.